# Артьом Дзюба
Артьом Дзюба е руски футболист, нападател. Смятан за един от най-талантливите руски нападатели.

## Кариера
Дзюба е юноша на Спартак Москва. През 2005 г. е взет в дублиращия отбор на „червено-белите“, а на следващата година дебютира за основния състав в мач за Купата на Русия срещу Урал. В първенството дебютира в 12 кръг в мач срещу Сатурн Раменское. Младият нападател изиграва общо 8 мача във всички турнири, без отбелязани голове. През сезон 2007 започва по-често да се появява в стартовия състав, въпреки конкуренцията на Роман Павлюченко и Велитон. Срещу Том Томск Дзюба отбелязва първия си гол в Премиер-лигата, който остава и единствен негов през сезона. Във всички турнири се разписва 5 пъти. Повикан е и в младежкия национален отбор на Русия, където участва на европейското първенство, но Сборная не успява да преодолее груповия етап. Артьом не успява да се пребори за титулярно място в Спартак и през 2008-ма не провежда нито един цял мач. Запомняща е срещата на червено-белите срещу Тотнъм в турнира за Купата на УЕФА, в която Дзюба отбелязва 2 попадения, но англичаните изравняват резултата и московчани отпадат.
През 2009 г., по време на междусезонен лагер в Австрия съотборника на Дзюба Владимир Бистров го обвинява в кражба на 23 000 рубли, които намира в джобовете на нападателя. Дзюба се оправдава, че са го натопили, но в случая клубът застава на страната на Бистров и нападателят е отстранен от отбора и пратен под наем в Том Томск. За Том той изиграва 10 мача, в които вкарва 3 попадения. Сезон 2010 Артьом започва в Спартак, но скоро отново е даден под наем на Том. Там оформя тандем с беларусина Сергей Корниленко. Дзюба вкарва 10 попадения и става един от водещите голмайстори на първенството.
През сезон 2011/12 Дзюба става титуляр в Спартак, въпреки че често му се налага да играе от втора позиция като атакуващ полузащитник. Червено-белите стават вицешампиони на Русия и достигат 1/4 финал в Лига Европа, а в мачът реванш срещу Порто Дзюба вкарва гол и дава асистенция, но отборът му губи с 2:5. През този сезон нападателят играе силно и вкарва 11 гола в 41 мача. На 6 май 2012 г. излиза с капитанската лента в мач срещу Зенит, спечелен от Спартак с 3:2. През сезон 2012/13 Артьом продължава да е важна част от тима, но през втория полусезон е привлечен Юра Мовсисян от ФК Краснодар. След страхотния дебют на арменеца, в който той отбелязва хеттрик, Артьом остава на резервната скамейка.
Поради разногласия със старши треньора Валери Карпин, на 1 юли 2013 г. Дзюба преминава под наем в Ростов, заедно със съотборника си Жано Ананидзе. Дебютира на 15 юли срещу Терек Грозни, отбелязвайки 2 гола. В първите 5 кръга от Премиер-лигата Артьом се разписва 7 пъти. Впоследствие резултатността му спада и на полусезона има общо 10 попадения за 15 изиграни срещи. В първия мач от втория полусезон срещу Урал се разписва 2 пъти и завършва сезона с общо 17 гола. Дзюба става втори голмайстор, отстъпвайки само на Сейду Думбия от ЦСКА Москва. Освен това, печели и своя първи трофей в кариерата си – Купата на Русия. Въпреки силния сезон, треньорът на Русия Фабио Капело не повиква нападателя за Мондиал 2014, предпочитайки намиращия се в далеч по-слаба форма Александър Кержаков.
След успешния сезон в Ростов, Дзюба се завръща в Спартак, вече под ръководството на Мурат Якин. Швейцарския спец залага на Дзюба на върха на атаката и още в първия мач от сезон Артьом се разписва 2 пъти, а червено-белите разгромяват Рубин (Казан) с 4:0. Във втория кръг отново вкарва 2 гола, този път в дербито с Динамо, завършило 2:1 за червено-белите. През септември 2014 г. вкарва първия си гол за националния отбор на Русия в мач срещу Лихтенщайн. Въпреки добрите си изяви, Артьом отказва да преподпише със Спартак и поради тази причина е изваден от първия тим.
През февруари 2015 става ясно, че от лятото Дзюба ще играе в Зенит. До края на сезона Артьом се завръща в Ростов. Дзюба става основен играч на върха на атаката на Зенит и през сезон 2015/16 печели Купата и Суперкупата на Русия. В първия си сезон за „питерци“ вкарва 15 попадения в шампионата и още 6 в групите на Шампионска лига. Дзюба записва и силен сезон 2016/17, с 13 попадения в 26 мача, но Зенит остава едва на трето място. След идването на Роберто Манчини начело на Зенит губи титулярното си място и е даден под наем в Арсенал (Тула). Нападателят записва силен пролетен полусезон и печели място в националния отбор на Русия за Мондиал 2018. На световното е основен футболист в „Сборная“, като вкарва 3 попадения на турнира.

## Успехи
Ростов
- Носител на Купата на Русия (1): 2013/14

 Зенит Санкт Петербург
- Шампион на Русия (2): 2018/19, 2019/20
- Носител на Купата на Русия (2): 2015/16, 2019/20
- Носител на Суперкупата на Русия (3): 2015, 2016, 2020